# Kevin Kolb
Kevin Benjamin Kolb (Victoria, 24 agosto 1984) è un ex giocatore di football americano statunitense che ha giocato nel ruolo di quarterback della National Football League (NFL). Fu scelto dai Philadelphia Eagles nel corso del secondo giro del Draft NFL 2007. Al college giocò a football all'Università di Houston.

## Carriera professionistica

### Philadelphia Eagles
Kolb fu scelto dagli Eagles nel corso del secondo giro del draft 2007. Dopo le prime due stagioni in cui non vide quasi mai il campo, Kolb iniziò due gare da titolare in sostituzione dell'infortunato Donovan McNabb durante la stagione 2009 degli Eagles vincendo il premio di miglior giocatore della NFC della settimana dopo la prestazione della settimana 3 contro i Kansas City Chiefs. Dopo la partenza di McNabb verso i Washington Redskins nell'aprile 2010, Kolb divenne il quarterback degli Eagles. Dopo una commozione cerebrale subita nella prima settimana della stagione 2010 contro i Green Bay Packers, Kolb fu sostituito come quarterback titolare da Michael Vick. Vick in seguitò subì un infortunio alle costole e Kolb divenne nuovamente titolare. Col ritorno di Vick nella settimana 8, tornò nel ruolo di riserva. Fu ceduto ai Cardinals prima dell'inizio della stagione 2011.

### Arizona Cardinals
Kolb partì come titolare nella prima gara dei Cardinals l'11 settembre 2011 contro i Carolina Panthers. Kolb passò con 18 su 27 per 309 yard e 2 touchdown nella vittoria 28-21 sui Panthers. Inoltre mise insieme un 130,0 di passer rating nella partita, il terzo migliore di tutta la NFL in quel turno. Nel resto della stagione però, il rendimento di Kolb decrebbe drasticamente e i Cardinals persero diverse partite punto a punto. Kevin fu anche tormentanto dagli infortuni, i quali lo fecero concludere la stagione con sole 7 partite giocate, venendo sostituito da John Skelton.
Nella seconda gara della stagione 2012, Kolb partì come titolare al posto dell'infortunato Skelton guidando i Cardinals a un'insperata vittoria sui New England Patriots passando 140 yard e un touchdown. Nella settimana 3 i Cardinals continuarono a rimanere imbattuti con la vittoria sugli Eagles: Kolb giocò un'ottima partita completando 17 passaggi su 24 per 222 yard e 2 touchdown.
Il sorprendente inizio di stagione dei Cardinals proseguì nella settimana 4 vincendo ai supplementari contro i Miami Dolphins: Kevin disputò un'altra ottima gara passando 324 yard con 3 touchdown e 2 intercetti.
Nella settimana 5 giunse la prima sconfitta stagionale di Arizona ad opera dei rivali di division dei St. Louis Rams con Kolb che passò 289 yard senza touchdown e intercetti. I Cardinals persero anche nella settimana 6 contro i Buffalo Bills con Kolb che dopo aver passato 128 yard, un touchdown e un intercetto fu costretto ad uscire per infortunio lasciando spazio a Skelton.
Il 15 marzo 2013, Kolb fu svincolato dai Cardinals per ragioni di risparmio sul salary cap.

### Buffalo Bills
Il 30 marzo 2013, Kolb firmò un contratto biennale del valore di 13 milioni di dollari coi Buffalo Bills. Il 24 agosto Kolb soffrì di una grave commozione cerebrale in seguito alla quale fu inserito in lista infortunati e perdendo tutto il resto dell'annata. Fu svincolato l'11 marzo 2014, senza aver mai giocato una partita con i Bills.

## Palmarès
- Quarterack della settimana: 1

## Statistiche
Stagione regolare
| Anno     | Squadra             | P  | PT | Passaggi | Passaggi | Passaggi | Passaggi | Passaggi | Passaggi | Passaggi | Passaggi | Corse | Corse | Corse | Corse | Sack | Sack  | Fumble | Fumble |
| Anno     | Squadra             | P  | PT | Ten      | Comp     | %        | Yard     | Media    | TD       | Int      | Rat      | Ten   | Yard  | Media | TD    | Sack | Perse | Fum    | Fum P  |
| -------- | ------------------- | -- | -- | -------- | -------- | -------- | -------- | -------- | -------- | -------- | -------- | ----- | ----- | ----- | ----- | ---- | ----- | ------ | ------ |
| 2007     | Philadelphia Eagles | 1  | 0  | 0        | 0        | 0        | 0        | 0        | 0        | 0        | 0        | 3     | -2    | -0.7  | 0     | 2    | 13    | 1      | 1      |
| 2008     | Philadelphia Eagles | 6  | 0  | 34       | 17       | 50.0     | 144      | 4.2      | 0        | 4        | 21.8     | 13    | 2     | 0.2   | 0     | 0    | 0     | 0      | 0      |
| 2009     | Philadelphia Eagles | 5  | 2  | 96       | 62       | 64.6     | 741      | 7.7      | 4        | 3        | 88.9     | 5     | -1    | -0.2  | 1     | 3    | 27    | 2      | 1      |
| 2010     | Philadelphia Eagles | 7  | 5  | 189      | 115      | 60.8     | 1197     | 6.3      | 7        | 7        | 76.1     | 15    | 65    | 4.3   | 0     | 15   | 99    | 6      | 3      |
| 2011     | Arizona Cardinals   | 7  | 7  | 130      | 80       | 61.5     | 1955     | 8.0      | 5        | 4        | 87.0     | 4     | -1    | -0.3  | 0     | 2    | 14    | 4      | 2      |
| 2012     | Arizona Cardinals   | 6  | 5  | 183      | 109      | 59.6     | 1169     | 6.4      | 8        | 3        | 86.1     | 16    | 100   | 6.3   | 1     | 27   | 159   | 2      | 2      |
| 2013     | Buffalo Bills       | -  | -  | -        | -        | -        | -        | -        | -        | -        | -        | -     | -     | -     | -     | -    | -     | -      | -      |
| Carriera | Carriera            | 32 | 19 | 755      | 449      | 59.5     | 5206     | 6.9      | 28       | 25       | 78.9     | 69    | 229   | 3.3   | 2     | 77   | 517   | 19     | 10     |